# Mecyclothorax pele
Mecyclothorax pele (лат.) — вид жуков-жужелиц рода Mecyclothorax из подсемейства Псидрины.

## Распространение
Встречаются на острове Гавайи из группы Гавайских островов: на возвышенностях и в более засушливых районах Хуалалай, Мауна-Кеа и Мауна-Лоа. Особи этого вида встречаются в лесу «мамане» (Sophora chrysophylla), в лесу koa/ohia и субальпийском лесу ohia на высоте 1150–2500 м над уровнем моря, преимущественно в приземных микросредах обитания.

## Описание
Мелкие жужелицы, длина около 5 мм (от 5,6 до 6,7 мм). Из видов группы M. montivagus на острове Гавайи только M. pele сочетает в себе округлую переднегрудь с очень редуцированными задними углами и четырехгранную переднеспинку с боковыми и базальными щетинками. M. variipes и M. perivariipes представляют собой виды, наиболее сходные по внешнему виду, но М. pele можно узнать по таким признакам: 1) умеренно выпуклым дискальным промежуткам надкрылий, их выпуклость почти такая же, как возвышение шовных промежутков в срединную мозоль надкрылий; 2) метэпистерна и брюшные вентриты с хорошо развитой микроскульптурой, на вентритах клетки скульптуры поперечные медиально, более изодиаметричны или даже вытянуты продольно вдоль латеральных краев вентритов. Строение гениталий M. pele наиболее похоже на строение M. variipes, отличающиеся, главным образом, очень прямой апикальной поверхностью эдеагуса, видимой как сбоку, так и снизу, и соответствующим плотно закругленным кончиком.

## Таксономия
Вид был впервые описан в 1879 году английским энтомологом Томасом Блэкберном (1844—1912), а его валидный статус подтверждён в ходе ревизии, проведённой в 2008 году американским колеоптерологом James Kenneth Liebherr (Cornell University, Итака, США). Предположительно название происходит от имени Пеле, богини вулканов, огня и сильного ветра в гавайской религии.